# Univerzális csúcs
A matematika, azon belül a gráfelmélet területén egy irányítatlan gráf univerzális csúcsa a gráf összes többi csúcsával szomszédos. Nevezik domináló csúcsnak is, mivel a gráf egy elemből álló domináló halmazát alkotja.
Egy n csúcsú gráfban a domináló csúcs fokszáma éppen n − 1. Ezért, a split gráfokhoz hasonlóan, az univerzális csúccsal rendelkező gráfok fokszámsorozatuk alapján, a gráf szerkezetének külön vizsgálata nélkül is felismerhetők.
Az univerzális csúcsot tartalmazó gráfot kúpnak (cone) is nevezik. Ebben a kontextusban az univerzális csúcs a gráf csúcspontja (apex). Ez a terminológia azonban ütközik a csúcsgráfokéval, ahol a csúcspont olyan csúcsot jelent, melynek eltávolítása után síkbarajzolható gráf marad hátra.
A csillaggráfok pontosan azok a fák, melyek rendelkeznek univerzális csúccsal; megalkothatók a független csúcshalmazhoz egy univerzális csúcs hozzáadásával. A kerékgráfok hasonlóak képezhetők egy körgráfhoz univerzális csúcsot hozzáadva. A geometriában a háromdimenziós gúlák vázát kerékgráfok adják, általánosabban pedig bármely magasabb dimenziós gúla „legmagasabb csúcsa” megegyezik a gúlához tartozó gráf univerzális csúcsával.
A triviálisan perfekt gráfok (a halmazelméleti értelemben vett fák összehasonlíthatósági gráfjai) mindig tartalmaznak univerzális csúcsot, ami a fa gyökere; úgy is jellemezhetők, mint azok a gráfok, melyek minden összefüggő feszített részgráfja tartalmaz univerzális csúcsot.
Az összefüggő küszöbgráfok a triviálisan perfekt gráfok alosztályát képezik, így szintén tartalmaznak univerzális csúcsot; ezek a gráfok úgy is definiálhatók, mint a gráfok, melyek előállíthatók izolált csúcsok és univerzális csúcsok felváltva történő hozzáadásával.
Minden, univerzális csúccsal rendelkező gráf szétszerelhető , és csaknem minden szétszerelhető gráfban van univerzális csúcs.

## Fordítás
- Ez a szócikk részben vagy egészben az Universal vertex című angol Wikipédia-szócikk ezen változatának fordításán alapul.  Az eredeti cikk szerkesztőit annak laptörténete sorolja fel. Ez a jelzés csupán a megfogalmazás eredetét és a szerzői jogokat jelzi, nem szolgál a cikkben szereplő információk forrásmegjelöléseként.